# Deutsche Bundesbahn
A Deutsche Bundesbahn, röviden DB Nyugat-Németország államvasútja volt 1949. szeptember 7 és 1993. december 31 között. Jogutódja a Deutsche Bahn.

## Vezetők
- Fritz Busch
- Walther Helberg
- Edmund Frohne
- Heinz Maria Oeftering
- Wolfgang Vaerst
- Reiner Maria Gohlke
- Heinz Dürr